# Träsket (sjö i Finland)
Ej att förväxla med byn Träsk, en bit norrut, likaså på Houtskär.
Träsket är en sjö i Finland. Den ligger i Pargas stad i landskapet Egentliga Finland, i den sydvästra delen av landet, 200 km väster om huvudstaden Helsingfors. Den ligger på ön Houtskär (nära Hönsnäs). Arean är 12,8 hektar och strandlinjen är 1,57 kilometer lång. Sjön  ingår i Södra Skärgårdshavets avrinningsområde. 